# Bygge och bostad
Bygge och bostad var en utställning i Göteborg år 1949 som ägde rum på Svenska Mässan.
En styrelse bildades 20 maj 1948 och hade landshövdingen Malte Jacobsson som ordförande. I arbetsutskottet var Torsten Henrikson ordförande. Utställningen var öppen 20 augusti - 4 september 1949.
Några speciella visningsbostäder i nybyggda bostadshus fanns inte, men i Svenska Mässans Hall C hade sju lägenheter byggts upp och möblerats.
- 2-rumslägenhet (52 m²) från Torpa, ett område med cirka 600 nybyggda lägenheter.
- 3-rumslägenhet (74,5 m²) från kvarteret ”Guldberget” i Guldheden.
- 4-rumslägenhet (82 m²) från kvarteret ”Kranskötaren” i Kålltorp.
- 2-rumslägenhet med klädkammare (54,5 m²) från kvarteret ”Lilla Le” i Fredriksdal.

Följande tre var förslag från Kungl Bostadsstyrelsen:
- 3-rumslägenhet.
- 3-rumslägenhet.
- 2-rumslägenhet.